# Няшинский
Няшинский (устар. Няшенный) — ручей в России, течёт по территории Заполярного района Ненецкого автономного округа. Устье реки находится в 101 км по левому берегу Сулы, у села Коткино. Через правобережную протоку возле устья сообщается с озером Большое Домашнее.
Длина реки составляет 5 км, площадь водосборного бассейна — 18 км².

## Данные водного реестра
По данным государственного водного реестра России относится к Двинско-Печорскому бассейновому округу, водохозяйственный участок реки — Печора от водомерного поста Усть-Цильма и до устья, речной подбассейн реки — бассейны притоков Печоры ниже впадения Усы. Речной бассейн реки — Печора.
Код объекта в государственном водном реестре — 03050300212203000083459.